# Quintus Minucius Thermus (Proprätor)
Quintus Minucius Thermus (* um 105 v. Chr.; † nach 35 v. Chr.) war ein im 1. Jahrhundert v. Chr. lebender Politiker der Römischen Republik, der einem plebejischen Zweig des Geschlechts der Minucier entstammte. Er war mit dem bekannten Redner Marcus Tullius Cicero befreundet und unterstützte beim Ausbruch des Bürgerkriegs Anfang 49 v. Chr. Gnaeus Pompeius Magnus gegen dessen Gegenspieler Gaius Iulius Caesar, trat dann aber nicht weiter hervor. Im Machtkampf nach Caesars Ermordung wurde er wohl 43 v. Chr. von den Mitgliedern des Zweiten Triumvirats geächtet, floh zu Sextus Pompeius nach Sizilien und söhnte sich schließlich 35 v. Chr. mit den Triumvirn aus.

## Leben
Quintus Minucius Thermus war schon im Jahr 73 v. Chr. Mitglied des Senats und gehörte damals jenem 16-köpfigen Ausschuss an, der in einem Rechtsstreit zwischen der griechischen Stadt Oropos und römischen Steuerpächtern vermittelte. Dies geht aus einem Senatskonsult für Oropos hervor, das auch den vollständigen Namen des Thermus anführt.
62 v. Chr. war Thermus Volkstribun. Die gleiche Funktion bekleidete in diesem Jahr auch Marcus Porcius Cato Uticensis, der von Thermus in einer Auseinandersetzung unterstützt wurde, die er mit einem weiteren Volkstribun des Jahres, Quintus Caecilius Metellus Nepos, ausfocht. Nepos stellte den Antrag, Pompeius solle mit Truppenmacht nach Italien berufen werden, um Rom vor der von den Catilinariern ausgehenden Gefahr zu schützen. Als der von Caesar unterstützte Nepos die Abstimmungsversammlung durch Bewaffnete zu ängstigen suchte, begleitete Thermus Cato unerschrocken mit nur wenigen Personen zum Tribunal. In der Folge konnte Nepos seinen Antrag nicht verlesen, weil Cato ihm das Dokument aus der Hand riss und Thermus ihm den Mund zuhielt. Von den Bewaffneten zunächst vertrieben, vermochte sich Cato schließlich doch durchzusetzen; Nepos musste fliehen.
Um 58 oder um 53 v. Chr. war Thermus Prätor. Sodann stand er der Provinz Asia als Proprätor von Mitte 51 bis Mitte 50 v. Chr. vor, während Cicero gleichzeitig die Verwaltung von Cilicia übernahm. Ende Juli 51 v. Chr. ist ein Besuch Ciceros bei Thermus in Ephesos belegt. Der Redner unterhielt auch eine lebhafte Korrespondenz mit Thermus, setzte sich darin bei ihm u. a. für die Angelegenheiten seines Freundes Titus Pomponius Atticus und dessen Leuten in der Provinz ein und schrieb ihm verschiedene Empfehlungsbriefe, so für seinen Legaten Marcus Annaeus. Thermus übte laut Cicero die Administration und Jurisdiktion von Asia milde und rechtschaffen aus. Gespannt war das Verhältnis zwischen Thermus und seinem Quästor Lucius Antonius, einem jüngeren Bruder des späteren Triumvirn Marcus Antonius. Cicero warnte Thermus im Mai 50 v. Chr. brieflich vor der Rachsucht der Antonier und riet ihm davon ab, beim Verlassen seiner Provinz deren vorläufige Verwaltung nicht wie üblich seinem Quästor, sondern einem seiner Legaten zu übertragen.
Nach Thermus’ Rückkehr nach Italien begann kurz vor Mitte Januar 49 v. Chr. (nach dem vorjulianischen Kalender) der Bürgerkrieg zwischen Caesar und Pompeius. Letzterem schloss sich Thermus nun an und besetzte mit fünf Kohorten rasch die Stadt Iguvium (das heutige Gubbio). Er zog sich aber aufgrund der Stimmung der Einwohner sehr bald (Ende Januar 49 v. Chr. [vorjulianisch]) wieder aus Iguvium zurück, als der auf Caesars Seite kämpfende Gaius Scribonius Curio mit drei Kohorten auf die Stadt vorstieß. In der Folge marschierte Thermus in südlicher Richtung, um sein Heer den anderen Pompeianern zuzuführen, doch löste es sich unterwegs auf. Bei der Schilderung des weiteren Fortgangs des Bürgerkriegs wird Thermus in den erhaltenen Quellen nicht mehr erwähnt.
Die nächste bekannte Wirksamkeit des Thermus ist erst für den Februar 43 v. Chr. belegt, als er mit Lucius Aemilius Lepidus Paullus und Gaius Fannius im Auftrag des Senats in Massilia mit Sextus Pompeius konferierte, um diesen im Mutinensischen Krieg zur Militärhilfe gegen Marcus Antonius zu bewegen. Sextus verharrte aber in einer abwartenden Haltung, angeblich wegen der Stimmung der Veteranen. Ende 43 v. Chr. wurde Thermus höchstwahrscheinlich von den Triumvirn Marcus Antonius, Octavian und Marcus Aemilius Lepidus ebenso auf deren Proskriptionslisten gesetzt wie seine beiden vormaligen Mitgesandten Lepidus Paullus und Fannius und flüchtete wie Letzterer zu Sextus Pompeius nach Sizilien, denn er ist wohl mit jenem vom antiken Schriftsteller Appian nur mit dem Cognomen bezeichneten Thermus zu identifizieren, der 35 v. Chr. ebenso wie Fannius auf die Seite des Antonius wechselte. So hatte sich der alte Prätorier offenbar letztendlich mit den neuen Machthabern arrangiert. Über sein Ende ist nichts bekannt.